# Albuquerque Isotopes
Albuquerque Isotopes er en Minor league baseball hold fra Albuquerque, New Mexico. De spiller i den Southern Division i American Conference of the Pacific Coast League. Deres stadion er kaldet Isotopes Park. De er forbundet med Los Angeles Dodgers.
Navnet Isotop kommer fra den Amerikanske tv-serie the Simpsons. I en af de episoder, forhindrer Homer Simpson, at hans lokale baseball hold, Springfield Isotopes flytter til Albuquerque. Da avisen Albuquerque Tribune i en online meningsmåling efterspurgte et navn til Albuquerques nye baseball team, stemte 67% af deltagerne til navnet Isotopes. 
| Sport | Spire Denne artikel om sport er en spire som bør udbygges. Du er velkommen til at hjælpe Wikipedia ved at udvide den. |

35°04′N 106°38′V / 35.07°N 106.63°V